# Европско првенство у фудбалу 1972.
Европско првенство у фудбалу 1972. је било 4. по реду европско фудбалско првенство за мушкарце, које је одржано од 14. јуна до 18. јуна 1972. у Белгији. Први пут је првенство одржано у једној од земаља Бенелукса.
Титулу европских првака је понела Западна Немачка, која је у финалу савладала Совјетски Савез 3:0. Први пут је трофеј освојила једна средњоевропска земља. Најбољи стрелац био је Немац Герд Милер са 4 постигнута гола.

## Репрезентације учеснице
| Учесници        |
| --------------- |
| Западна Немачка |
| Белгија         |
| Мађарска        |
| Совјетски Савез |

## Стадиони
| Брисел               | Брисел               | Лијеж             |
| -------------------- | -------------------- | ----------------- |
| Хејсел               | Емил Версе           | Морис Дуфрасн     |
| Капацитет: 75.000    | Капацитет: 30.000    | Капацитет: 35.000 |
|                      |                      |                   |
| БриселЛијежАнтверпен | БриселЛијежАнтверпен | Антверпен         |
| БриселЛијежАнтверпен | БриселЛијежАнтверпен | Боселстадион      |
| БриселЛијежАнтверпен | БриселЛијежАнтверпен | Капацитет: 60.000 |
| БриселЛијежАнтверпен | БриселЛијежАнтверпен |                   |

## Резултати

### Полуфинале
| 14. јун 1972. | Брисел    | Совјетски Савез | - | Мађарска        |  | 1:0 |
| 14. јун 1972. | Антверпен | Белгија         | - | Западна Немачка |  | 1:2 |

- Конков у 53. минуту за СССР.
- Поленис у 83. минуту за Белгију, Милер у 24. и 71. минуту за Западну Немачку.

### Утакмица за треће место
| 17. јун 1972. | Лијеж | Белгија | - | Мађарска |  | 2:1 |

- Ламбер у 24. и Ван Химст у 28. минуту за Белгију, Лајош Ки у 53. (пен) минуту за Мађарску.

### Финале
| 18. јун 1972. | Брисел | Западна Немачка | - | Совјетски Савез |  | 3:0 |

- Милер у 27. и 58, Вимер у 52. минуту за Западну Немачку.

### Састав победничке екипе Западне Немачке
Сеп Мајер, Хорст-Дитер Хетгес, Франц Бекенбауер, Георг Шварценбек, Паул Брајтнер, Улрих Хенес, Гинтер Нецер, Херберт Вимер, Јуп Хејнкес, Герд Милер, Ервин Кремерс, Јирген Грабовски, Михаел Бела, Рајнер Боноф, Волфганг Клеф, Зигфрид Хелд, Херст Кепел, Ханес Лер, Берти Фогтс, Тренер: Хелмут Шен